# Christian August Friedrich Garcke
Christian August Friedrich Garcke, född 25 oktober 1819 i Bräunrode i Preussen, död 10 januari 1904 i Berlin, var en tysk botaniker. 
Garcke anställdes vid kungliga botaniska museet i Berlin 1865, blev tillika extra ordinarie professor i farmakognosi 1871 och var en mycket framstående kännare av Tysklands högre växter. Auktorsnamnet Garcke kan användas för Christian August Friedrich Garcke i samband med ett vetenskapligt namn inom botaniken; se Wikipediaartiklar som länkar till auktorsnamnet.
Hans Flora von Deutschland (1849; 19:e upplagan 1903) hade stort anseende. Garcke var tillika medutgivare av flera botaniska verk eller ombesörjde nya upplagor av äldre verk samt redigerade botaniska tidskriften "Linnæa" från 1867 till 1882, då den upphörde.